# De Linker Wang
De Linker Wang is een platform voor religie en politiek, verbonden met de Nederlandse politieke partij GroenLinks.
Stichting De Linker Wang geeft vijf keer per jaar het gelijknamige magazine De Linker Wang uit, dat aandacht heeft voor religie, samenleving en politiek. Daarnaast fungeert De Linker Wang als religiewerkgroep binnen GroenLinks, een platform dat onder meer discussiebijeenkomsten organiseert. Binnen GroenLinks heeft De Linker Wang formeel de status van partijwerkgroep.
Het platform is de voortzetting van het progressief-christelijke geluid waar onder meer de Evangelische Volkspartij, in 1991 opgegaan in GroenLinks, een belangrijke exponent van was. De Linker Wang is in 1991 opgericht door de voormalig EVP'er Hans Feddema, maar aan de wieg stond ook Ab Harrewijn als voormalig lid van de CPN en actief binnen de beweging Christenen voor het Socialisme. 
De naam is afkomstig uit het Evangelie naar Lucas, waar Jezus zijn volgelingen oproept de ene wang te tonen als zij op de andere zijn geslagen, hetgeen wordt opgevat als een teken van vreedzaamheid.
Een van de oprichters en jarenlang voorzitter van De Linker Wang was dominee Ab Harrewijn, later partijvoorzitter en Tweede Kamerlid van GroenLinks. Na zijn plotselinge dood in 2002 werd vanuit de kringen van De Linker Wang het initiatief genomen voor de Ab Harrewijnprijs, bestemd voor "een persoon of groep personen die zich met een origineel idee hebben ingezet voor de onderkant van de samenleving". Het gaat om een bescheiden geldbedrag en een kunstwerk. De gelijknamige stichting reikt sindsdien jaarlijks op 13 mei, de overlijdensdatum van Harrewijn, de prijs uit.
Huidig voorzitter van de Linker Wang is Wies Houweling. Van 2009 tot oktober 2016 was Ruard Ganzevoort voorzitter.